# Об'єднаний центр попередження про тайфуни
Об'єднаний центр попередження про тайфуни (англ. Joint Typhoon Warning Center, JTWC) — служба Військово-морських і Військово-повітряних сил США, штаб-квартира якої розташована у місті Перл-Гарбор, Гавайські острови. JTWC відповідає за попередження про тропічні циклони на північному заході і півдні Тихого океану та Індійському океані для потреб Департаменту оборони США, урядових організацій США та населення островів у межах відповідальності організації.